# انسان گرایان حقوقی
انسان‌گرایان حقوقی (legal humanists) گروهی از دانشمندان حقوق روم بودند که در دوره رنسانس در ایتالیا ظهور کردند. آثار لورنزو والا و آندریا آلسیاتو از جمله کارهای برجسته این جنبش به‌شمار می‌روند. این گروه در واکنش به مفسران قرون وسطایی شکل گرفتند و در قرن شانزدهم به فرانسه رسیدند، جایی که تأثیر قابل‌توجهی داشتند.
انسان‌گرایان حقوقی به دوران قرون وسطی بی‌اعتنا بوده و معتقد بودند که چیز مفیدی از آن دوران به‌دست نمی‌آید. آن‌ها علاقه‌مند به باستان‌شناسی بودند و به دقت و صحت متون «کورپوس یوریس سیویلیس» اهمیت می‌دادند. به‌همین دلیل، کارهای به اصطلاح Glossator ها و مفسران را به‌عنوان تحریف‌هایی بر متن اصلی می‌دانستند و به‌ویژه از مفسران انتقاد می‌کردند، زیرا تلاش آن‌ها برای کاربردی کردن قانون، آن‌ها را از متون اصلی دور کرده بود.
در دوران رنسانس، انسان‌گرایان به دنبال بازگشت به اصول کلاسیک جامعه بودند. در حوزه حقوق، این به معنای تصفیه متون و بازگشت به حقوق روم کلاسیک بود. با این‌حال، تأکید بر مطالعه زمینه تاریخی و اجتماعی حقوق روم نشان داد که این قوانین محصول جامعه روم بوده و ممکن است برای جوامع معاصر مناسب نباشند. این دیدگاه منجر به این شد که برخی انسان‌گرایان، مانند دونلوس، به دنبال ساختارهای منطقی و عقلانی در حقوق روم باشند و بین مسائل رویه‌ای و حقوق ماهوی تمایز قائل شوند.
تأثیر انسان‌گرایان حقوقی بر عمل حقوقی بلافاصله محسوس نبود. وکلای دادگاه‌ها و سردفتران به کارهای مفسران وفادار ماندند، زیرا این آثار گسترده‌تر منتشر شده و در سیستم قضایی جا افتاده بودند. با این‌حال، در بلندمدت، انسان‌گرایی بر علم حقوق تأثیر گذاشت. اصل استفاده از بهترین متون موجود تثبیت شد و اقتدار متون قدیمی تضعیف گردید که منجر به ظهور علم حقوق مدرن شد. سیستماتیک کردن متون تشویق شد و مهارت‌های منطقی انسان‌گرایان در جستجوی تحریف‌ها، به وکلا مهارت‌هایی داد که برای جامعه مفید بود.